# Bryophaenocladius simplicicoxus
Bryophaenocladius simplicicoxus är en tvåvingeart som beskrevs av Kawai, Okamoto och Imabayashi 2002. Bryophaenocladius simplicicoxus ingår i släktet Bryophaenocladius och familjen fjädermyggor. Inga underarter finns listade i Catalogue of Life.